# 王榮記菓子廠
王榮記菓子廠有限公司 ，簡稱王榮記（Wong Wing Kee），是香港的涼果食品老字號。由王冠南，又名王榮，從家鄉東莞石排來港後，於1901年創辦。1912年王冠南在上環荷李活道四方街二十二及二十四號開設涼果工場及門市售賣各種涼果小食，現由家族第四代經營。

## 外部連結
- 王榮記菓子廠有限公司網頁（页面存档备份，存于）